# Сен-Леонар (Жер)
Сен-Леона́р (фр. Saint-Léonard) — коммуна во Франции, находится в регионе Юг — Пиренеи. Департамент — Жер. Входит в состав кантона Сен-Клар. Округ коммуны — Кондом.
Код INSEE коммуны — 32385.

## География

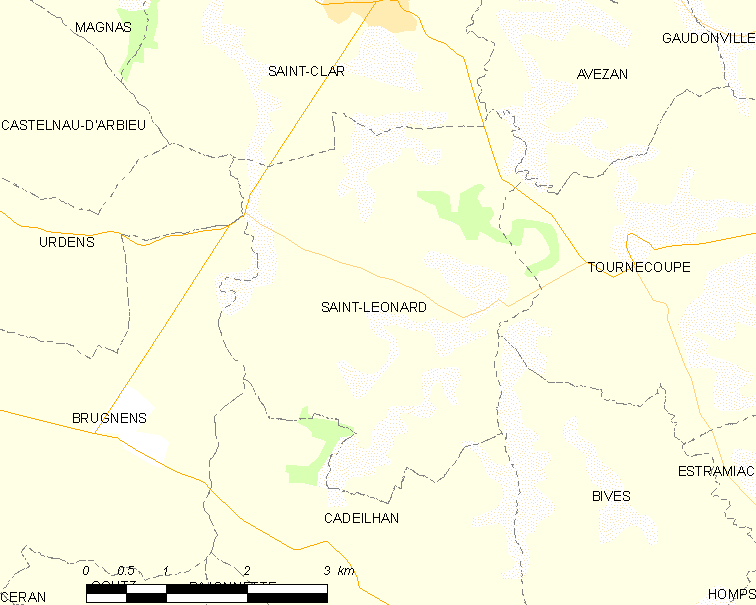
Карта коммуны

Коммуна расположена приблизительно в 570 км к югу от Парижа, в 65 км северо-западнее Тулузы, в 28 км к северо-востоку от Оша.
На западе коммуны протекает река Ору, а на северо-востоке — река Арратс.

## Климат
Климат умеренно-океанический. Лето жаркое и немного дождливое, температура часто превышает 35 °С. Зимой часто бывает отрицательная температура и ночные заморозки. Годовое количество осадков — 700—900 мм.

## Население
Население коммуны на 2010 год составляло 175 человек.
| 1962 | 1968 | 1975 | 1982 | 1990 | 1999 | 2010 |
| ---- | ---- | ---- | ---- | ---- | ---- | ---- |
| 224  | 208  | 190  | 179  | 161  | 142  | 175  |

## Администрация
| Период | Период | Фамилия    | Партия | Примечания |
| ------ | ------ | ---------- | ------ | ---------- |
| 2001   | 2020   | Жерве Мола |        |            |

## Экономика
В 2010 году среди 100 человек трудоспособного возраста (15-64 лет) 76 были экономически активными, 24 — неактивными (показатель активности — 76,0 %, в 1999 году было 63,5 %). Из 76 активных жителей работали 70 человек (35 мужчин и 35 женщин), безработных было 6 (2 мужчин и 4 женщины). Среди 24 неактивных 7 человек были учениками или студентами, 11 — пенсионерами, 6 были неактивными по другим причинам.

## Достопримечательности
- Замок XVIII века. Исторический памятник с 1996 года[4]